# Towarzystwo Społeczno-Kulturalne Żydów w Polsce
Towarzystwo Społeczno-Kulturalne Żydów w Polsce (TSKŻ) – świecka organizacja żydowska powstała w 1950 w wyniku połączenia Centralnego Komitetu Żydów Polskich i Żydowskiego Towarzystwa Kultury. TSKŻ liczy około 950 członków (2022).

## Opis
Celem Towarzystwa jest zaspokajanie potrzeb kulturalnych społeczności żydowskiej i jej reprezentowanie, rozwijanie twórczości literackiej, artystycznej i naukowej, promowanie języka jidysz, ochrona dziedzictwa żydowskiego w Polsce oraz pomoc materialna i duchowa jego członkom. 
Towarzystwo reprezentowane jest w Światowym i Europejskim Kongresie Żydów. Utrzymuje się ze środków własnych. Korzysta również z dotacji na realizację zadań z zakresu kultury mniejszości narodowych i etnicznych. Towarzystwo działa w oparciu o statut i prawo o stowarzyszeniach. Walne Zgromadzenie wybiera zarząd co cztery lata. Wybory odbywają się też w oddziałach terenowych TSKŻ.
Uchwałą Rady Państwa z 14 lipca 1954 w 10 rocznicę Polski Ludowej za zasługi w pracy społecznej i zawodowej zostali odznaczeni działacze i pracownicy Towarzystwa Społeczno-Kulturalnego Żydów w Polsce.
W 1962 założono działający przy oddziale TSKŻ w Warszawie Klub Młodzieżowy „Babel”, który sześć lat później liczył 262 członków. Później dla marcowej propagandy  stał  się on symbolem  syjonistycznego  spisku. W partyjnych opracowaniach podtrzymywano dalekie od prawdy insynuacje, że stanowił „forum propagandowe szowinizmu i nacjonalizmu żydowskiego, dążąc do zaszczepienia skupionej wokół klubu młodzieży postawy syjonistycznej”. Zarówno w „Bablu”, jak i na obozach organizowanych przez TSKŻ kształtowało się żydowskie środowisko świeckie.
TSKŻ wydaje m.in. miesięcznik „Słowo Żydowskie”.

## Oddziały terenowe

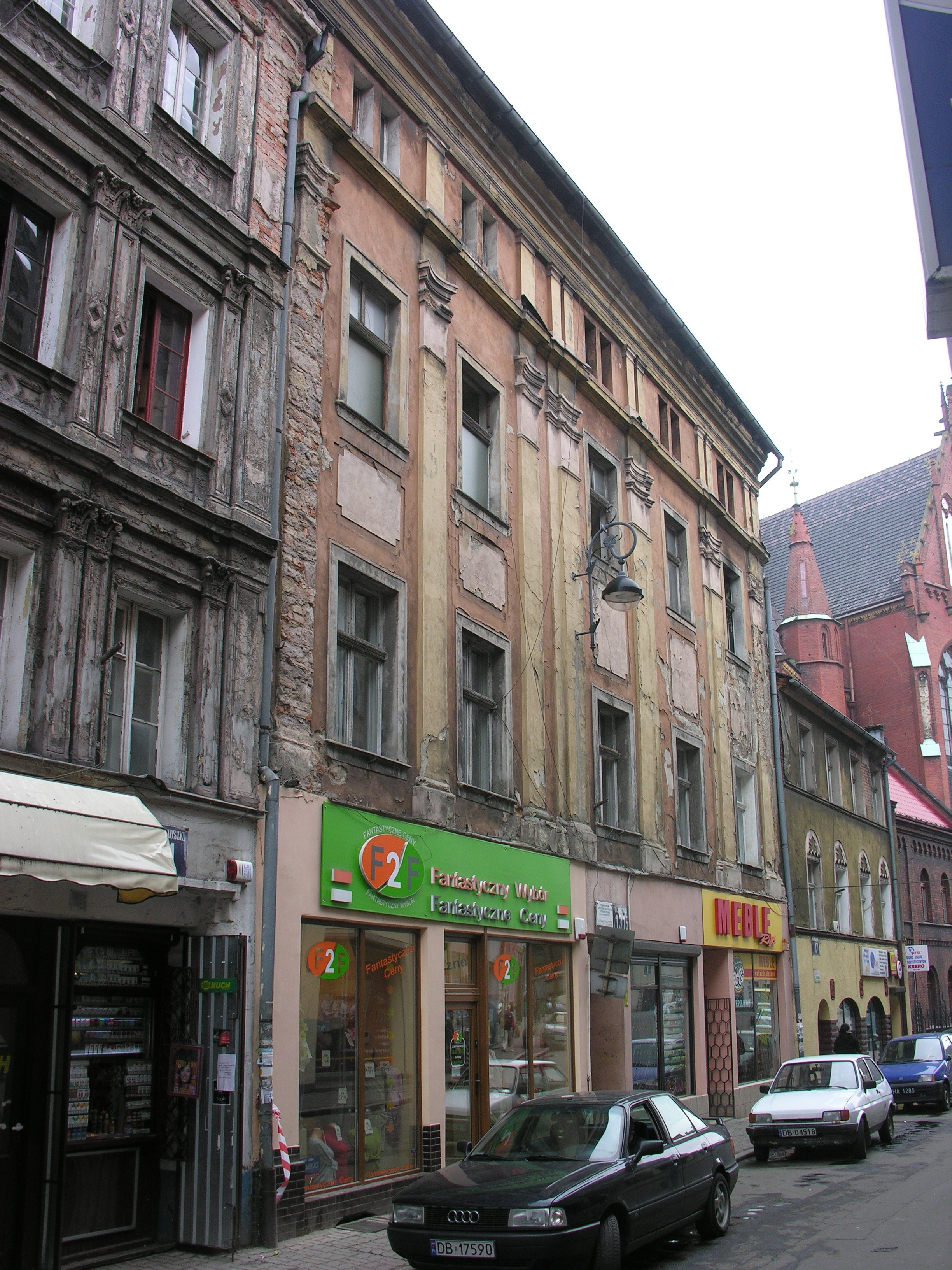
Siedziba TSKŻ w Wałbrzychu

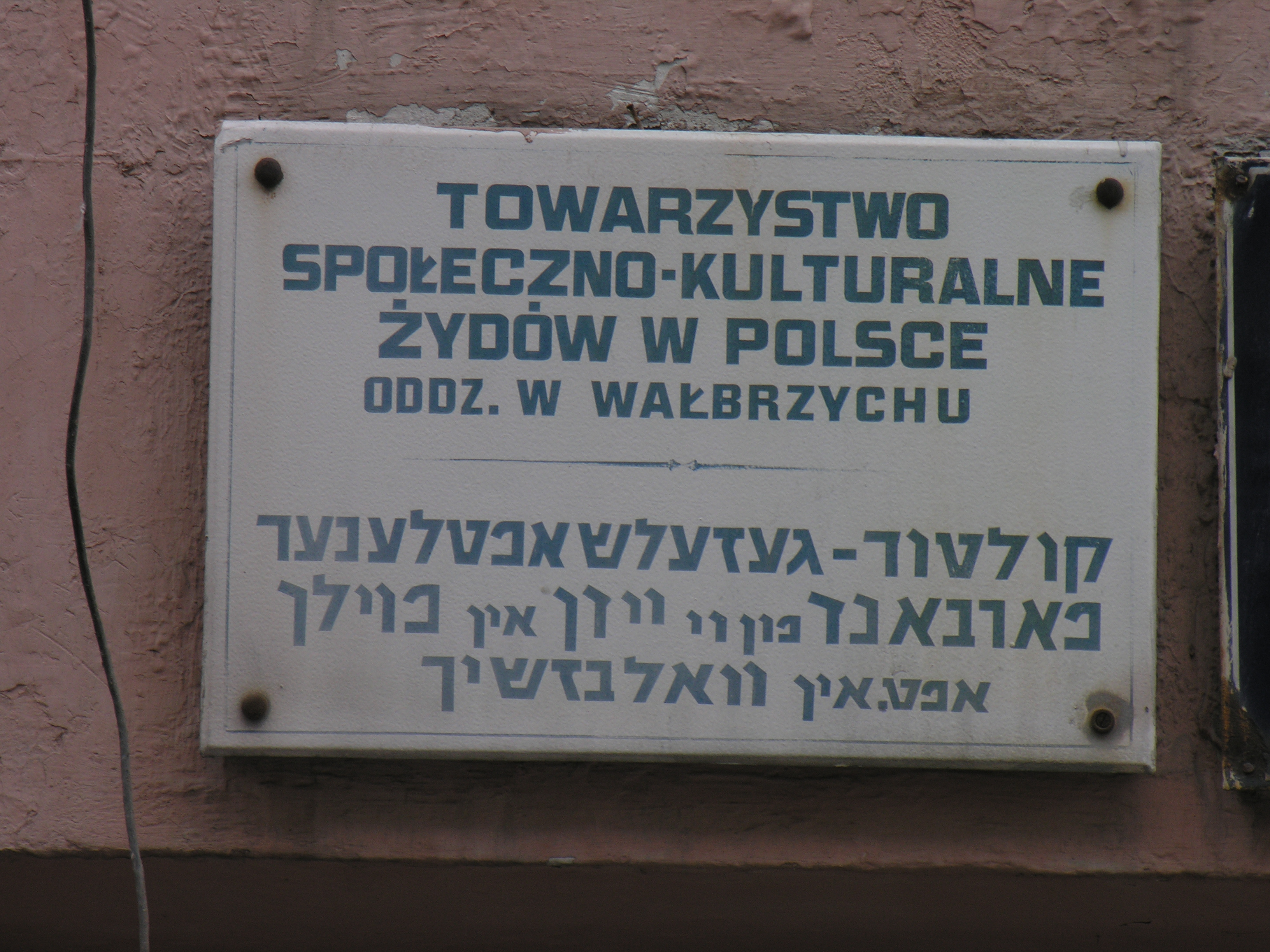
TSKŻ w Wałbrzychu

Towarzystwo posiada 15 oddziałów terenowych:
- Warszawa, ul. Bema 87
- Bielsko-Biała, ul. 3 Maja 7
- Częstochowa, ul. Katedralna 8 lok.3
- Dzierżoniów, ul. Krasickiego 11
- Gdańsk, ul. Harfowa 18
- Gliwice, ul. Górnych Wałów 13
- Katowice, ul. 3 Maja 16
- Kraków, ul. Kupa 18
- Legnica, ul. Nowy Świat 7a
- Lublin, ul. Lubartowska 10
- Łódź, ul. Pomorska 18
- Szczecin, Niemcewicza 1/1
- Wałbrzych, ul. Moniuszki 13/15
- Wrocław, ul. Mennicza 1/3
- Żary, ul. Cicha 3

W Śródborowie pod Warszawą TSKŻ ma dom służący celom szkoleniowym i wypoczynkowym.

## Zarząd

### Prezydium Zarządu Głównego
- Prezes: Artur Hofman
- Wiceprezes: Klaudia Klimek
- Sekretarz: Ewa Prończuk
- Skarbnik: Helena Grzebień
- Członkowie Zarządu: Ignacy Einhorn, Klara Kołodziejska, Albert Stankowski, Marek Michnowski, Michał Świdowski

### Lista przewodniczących
- 1950–1962: Grzegorz Smolar
- 1962–1968: Leopold Trepper
- 1968–1984: Edward Rajber
- 1986–2003: Szymon Szurmiej
- 2003–2006: Maria Giercuszkiewicz
- od 2006: Artur Hofman

Do 2014 honorowym prezesem towarzystwa był stojący niegdyś przez wiele lat na jego czele Szymon Szurmiej, dyrektor Teatru Żydowskiego.